# Hillsboro (Contea di Loudoun, Virginia)
Hillsboro è una città (town) degli Stati Uniti d'America, situata nella contea di Loudoun dello Stato della Virginia.